# Thoa River
Der Thoa River ist ein rechter Nebenfluss des Tazin River im Südosten der kanadischen Nordwest-Territorien.
Der Thoa River hat seinen Ursprung 10 km westlich des vom Dubawnt River durchflossenen Labyrinth Lake. Der Thoa River fließt in überwiegend westlicher Richtung. Er weist entlang seinem Flusslauf eine Reihe seenartiger Flussverbreiterungen auf. Ein wichtiger Nebenfluss ist der von Süden kommende Marten River. Im Unterlauf wendet sich der Thoa River nach Süden und vollführt kurz vor seiner Mündung in den vom Tazin River durchflossenen Hill Island Lake eine Richtungsänderung nach Westen. Der Thoa River hat eine Länge von etwa 280 km. Sein Einzugsgebiet liegt nördlich des Athabascasees und südöstlich des Großen Sklavensees und umfasst 8830 km². Der mittlere Abfluss beträgt 43 m³/s.